# Zelotes nyathii
Zelotes nyathii är en spindelart som beskrevs av FitzPatrick 2007. Zelotes nyathii ingår i släktet Zelotes och familjen plattbuksspindlar. Inga underarter finns listade i Catalogue of Life.